# 宇珩
宇珩（ユハン、英語名:Yu heng，1979年9月15日 - ）は、マレーシア・クアラルンプール出身のシンガーソングライター。3rdアルバムまでの表記は宇恒（宇恆。読み方は同じ）。他のアーティストへの楽曲提供も行っている。身長159cm、体重43kg、O型。

## ディスコグラフィ
アルバム『宇宙永恆 Happy Day』は、日本でもリリースされている。

### CDアルバム

#### 《依然是朋友》
2004年6月、ロックレコード
1. 依然是朋友
2. 微笑的理由 （梁静茹とのデュエット）
3. 不小心
4. Everything Is Fine
5. 實現愛情
6. 愛是最好的藉口
7. 星期三的約會
8. 11樓日記
9. 我沒有壞心情
10. 一個人飛
11. 壞了
12. 依然是朋友 (鋼琴現場演唱版)

#### 《宇宙永恆 Happy Day》
2005年3月、ロックレコード
1. Happy Day （ハッピーデイ）
2. 愛情天氣 （愛の天気）
3. 問號 （疑問符）
4. 深呼吸
5. 噯呀 （アイヤー）
6. Everything Is Fine
7. 依然是朋友 （友達のまま）
8. 地球
9. 實現愛情 （愛が叶うとき）
10. 微笑的理由 （笑顔の理由）
11. 星期三的約會 （水曜日のデート）

#### 《宇恆 2006 REAL 創作集》
2006年7月、ロックレコード
1. Prelude
2. 有你多好
3. 冒險家
4. 學習
5. 就是我
6. 女生直覺
7. 禮物
8. 一口氣愛你
9. 太了解
10. 遺失的翅膀
11. 別問愛是什麼
12. Easy
13. 依然是朋友(劇場版)

#### 《從這裡到那裡》
2010年11月、28Stage
1. life?!
2. 夏天的告白
3. 朋友們都結婚去了
4. 你和誰在一起?
5. 50次的悔過
6. 繼續
7. 牛仔褲日記
8. 27.10.09 9:57 pm
9. 還是一個人
10. 親愛的自由
11. 那年我們廿五

### CDシングル
- 温柔鋼鐵（2012年8月）